# Ларсен, Ибен
И́бен Ла́рсен (дат. Iben Larsen; род. Видовре) — датская кёрлингистка.
В составе женской сборной Дании участник трёх чемпионатов мира (лучший результат — пятое место в 1984) и чемпионата Европы 1982 (заняли шестое место). Трёхкратная чемпионка Дании среди женщин. В составе женской сборной ветеранов Дании участник чемпионата мира 2012 (заняли девятое место).
Играла на позициях четвёртого и третьего, в конце 1970-х была скипом команды.

## Достижения
- Чемпионат Дании по кёрлингу среди женщин: золото (1979, 1983, 1984).

## Команды
| Сезон   | Четвёртый    | Третий              | Второй                         | Первый           | Запасной                               | Турниры                                          |
| ------- | ------------ | ------------------- | ------------------------------ | ---------------- | -------------------------------------- | ------------------------------------------------ |
| 1978—79 | Ибен Ларсен  | Марианне Йоргенсен  | Астрид Бирнбаум                | Хелена Блак      |                                        | ЧДЖ 1979                                         |
| 1978—79 | Ибен Ларсен  | Астрид Бирнбаум     | Марианне Йоргенсен             | Хелена Блак      |                                        | ЧМ 1979 (7 место)                                |
| 1982—83 | Яне Бидструп | Ибен Ларсен         | Маи-Брит Рейнхольдт            | Кирстен Хур      |                                        | ЧЕ 1982 (6 место) · ЧДЖ 1983 · ЧМ 1983 (7 место) |
| 1983—84 | Яне Бидструп | Маи-Брит Рейнхольдт | Hanne Olsen                    | Ибен Ларсен      |                                        | ЧДЖ 1983                                         |
| 1983—84 | Яне Бидструп | Ибен Ларсен         | Маи-Брит Рейнхольдт-Кристенсен | Кирстен Хур      |                                        | ЧМ 1984 (5 место)                                |
| 2011—12 | Яне Бидструп | Ибен Ларсен         | Лилиан Нильсен                 | Lone Bagge Harry | Mai Greulich тренер: Poul Erik Nielsen | ЧМВ 2012 (9 место)                               |

(скипы выделены полужирным шрифтом)